# Ekbatana

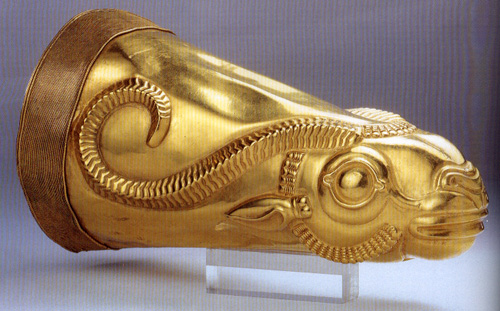
Egy arany ivóedény az Akhaimenidák korából

Ekbatana, egy ősi város volt a nyugat-iráni Médiában, a Méd Birodalom első fővárosa volt. Története az asszírok és médek idejébe nyúlik vissza. Hérodotosz szerint Ekbatanát Kr.e. 8. század végén Daiakku a médek fővárosává választotta.  Erős várát nagy pompájúnak írták le, melynek falai arany- és ezüstlemezekkel borítottak voltak.
Az UNESCO a világörökség részéve nyilvánította 2024-ben.

## Története
Az I. e. 7. században Ekbatana helyén már jelentős erődrendszer állt. Ekbatanáról (i. e. 484–425) Hérodotosz is megemlékezett, hét, különböző színű téglából emelt körfaláról írt: "a legtágabb kör akkora, mint Athén kerülete" – írta.
I. e. 560-ban Kürosz hódította meg, és kitűnő adottságait felismerve az Akhaimenidák nyári lakhelyévé tette. A vidék hűvös, forrásokban dús környéke miatt a régi perzsa és később a pártus királyok nyári székhelyül szolgált. A fennmaradt hagyományok szerint az Ószövetség Eszter könyvének  címszereplője, Eszter királyné, I. Xerxész felesége (i. e. 484–425) gyámapja, Mardokeus kíséretében férjével és a királyi udvartartással együtt itt töltötte a nyarakat.
Ekbatana városa a Bibliában is többször szerepel: Esdrás, Tóbiás és Judit könyve említi nevét.
Judit könyve Arfaxád perzsa király korabeli Ekbatanáját így írta le: "Abban az időben a médek fölött, Ekbatanában Arfaxád uralkodott s három könyök széles és hat könyök hosszú, faragott kőkockákból falat épített Ekbatana köré. A fal magassága 70 könyök volt, a szélessége 50 könyök. Kapui fölé 100 könyök magas, alapjánál 60 könyök széles bástyákat építtetett, s a kapuk 70 könyök magasra emelkedtek, szélességük pedig 40 könyök volt, ami lehetővé tette, hogy derékhada kitörjön és gyalogsága felvonuljon."

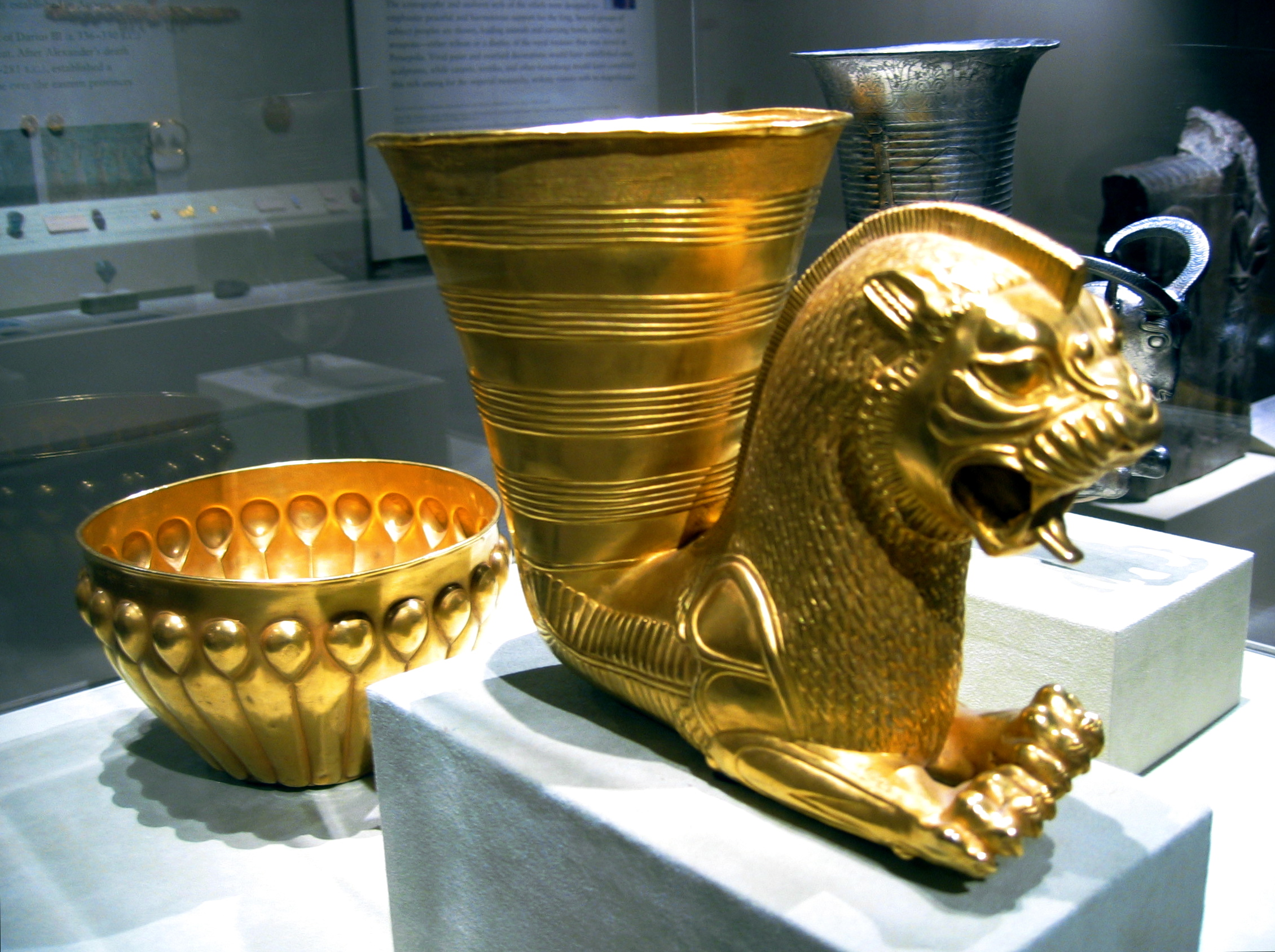
Arany ivóedény az Akhaimenidák korából

Az i. e. 64 körül élt görög neveltetésű és Pontosz-i születésű Sztrabón is többször is megemlékezett Ekbatanáról: "Média két részre oszlik; az egyiket Nagy-Médiának nevezik s ennek fővárosa Ekbatana, nagy város a Méd Birodalom királyi székhelyével.", majd egy fejezettel később írta: "Nagy-Média hajdan egész Ázsián uralkodott, miután megsemmisítette a syrek birodalmát. De még később is, midőn Kyros és a perzsák Astyagés alatt megdöntötték ezt a nagy hatalmat, sokat megtartott régi tekintélyéből és Ekbatana volt a perzsa királyok téli székhelye, úgyszintén a makedónoknak is, akik azok legyőzése óta hatalmukban tartják Syriát, a parthyaos királyoknak még ma is ugyanazt a hasznot és biztonságot nyújtja."
Az Óperzsa Birodalom hanyatlása után Ekbatana a jelentéktelenségbe süllyedt. I. sz. 644-ben az arabok kezébe került.

## Régészeti feltárások

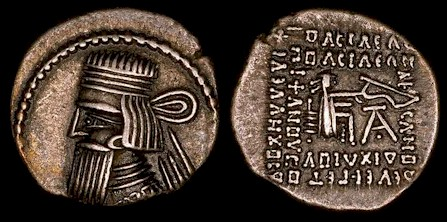
III. Artabanus pártus király érméje az ecbatanai pénzverdéből. A hátlapon egy trónoló íjász látható íjjal. A görög felirat a következő: ΒΑϹΙΛΩϹ ΒΑϹΙΛΕΩΝ ΕΥΕΡΓΕΤΟΥ ΑΡϹΑΚΟΥ ΔΙΚΑΙΟϹ ΕΠΙΦΑΝΟΥϹ ΦΙΛΕΛΛΗΝΟϹ (királyok királya Arsaces, a bőség hozója, az igaz, a görögök barátja).

A védőfal, amely a méd időszakra datálható, valamint két oszlop az Achaemenidák korából, és néhány vályogtégla építmény is felszínre került, melyek a médek vagy arhaemenidák korából származnak.
Feltártak egy súlyosan megrongálódott kőoroszlánszobrot is amelynek kora vitatott: lehet archaemenida vagy pártus is.
A feltárások számos pártus kori építménye is igazolja, hogy Ekbatana a pártus uralkodók nyári fővárosa volt.
Az itt végzett ásatások alkalmával romjai között feliratokat is találtak, melyek az Artaxerxes Mnemon oszlopcsarnok építését említik, később pedig Dieulafoy is talált itt néhány perzsa feliratot.
Az ősi várost azonban talán sohasem sikerül teljesen feltárni, mivel helye részben a közeli Hamadán város területe alatt található.